# Michelle Lora
Michelle Lora est  une écrivaine et universitaire ivoirienne, née le 20 août 1968 à Bouaké,.Elle a été première vice-Présidente de l’Association des Écrivains de Côte d’Ivoire (AECI, de 2012 à 2015),.

## Biographie
Michelle Lora est une écrivaine et universitaire ivoirienne, née le 20 août 1968 à Bouaké. Mère de trois enfants, son credo est : femme sois belle… et bats-toi!. Ambassadrice culturelle, conférencière internationale sur les thèmes liés au genre, à la culture, à la littérature de jeunesse, directrice et coach d’entreprise, conseillère conjugale et familiale, sexologue, chroniqueuse radio connue sous le pseudo de « Dre Love », écrivaine, universitaire, elle est pluridisciplinaire,.
Elle effectue son cursus primaire et secondaire en Côte d'Ivoire. Michelle Lora est une ancienne du Lycée d'excellence Sainte Marie de Cocody où elle a obtenu son Baccalauréat en 1987. Elle obtient une bourse pour la France en vue de poursuivre ses études ibériques entamées à l'Université de Cocody. Elle y soutient une thèse de doctorat en 1999 intitulée :  La dynamique textuelle chez Alberto Insúa : transcription, critique génétique et analyse poétique de Ha llegado el día. Elle écrit uniquement des nouvelles pour enfants. Écrivaine, conteuse et conférencière Culturelle, ses interventions vont des kids-conférences, aux conférences universitaires. En 2022, elle affirme lors d'une interview compter à son actif 25 livres de contes africains jeunesse. À l’occasion de la célébration des femmes le  8 mars 2021, Michelle Lora est cité dans le parcours de femmes qui ont endossé des postes traditionnellement occupés par des hommes, marqué la vie publique et ouvert la voie à d’autres femmes.

## Carrière professionnelle
Enseignante-chercheuse à la faculté d'Études Ibériques et Latino-américaines à l’université Félix-Houphouët-Boigny d'Abidjan. Elle est maitre - assistante et ancienne vice-doyenne chargée de la recherche, UFR Langues, littératures et civilisations, université Félix-Houphouët-Boigny d'Abidjan de 2007 à 2009. Michelle Lora est chargée des cours de communication sociale, analyse d'images fixes et mobiles, littérature espagnole, littérature postfranquiste et thème et version. Son profil de recherche est basé sur la critique littéraire/ critique génétique, littérature (espagnole et africaine) et communication sociale.
Entre 2003 et 2004, elle effectue un perfectionnement post doctoral en communication sociale à l’université de Bourgogne sur le thème : « Publicité et référents culturels dans l’espace francophone » (à travers les spots télévisés diffusés sur internet).

## Contribution culturelle
Depuis 2009, Michelle Lora s’intéresse à la littérature, principalement la littérature enfantine, les contes auxquels elle accorde une valeur ludique, comme passerelle vers le livre. Elle a ainsi mis sur pieds une compagnie de conteurs pour enfants, qui organise des ateliers de contes et de lecture, les ateliers « Pathé Pathé ».

## Prix littéraires
- 2015 : 2ème prix de la Bibliothèque nationale de Côte d’Ivoire dans la catégorie littérature jeunesse
- 2017 : 2ème Prix d’Excellence du gouvernement Ivoirien dans la catégorie littérature
- 2017 : SUPERWOMAN (AyanaWebzine)[4]
- 2017 : Prix Jeanne de Cavally pour la littérature Jeunesse [4],[14]

## E-books
- La bouche plurielle, éditions L'Harmattan, 2012 (collectif).

## Distinction
- 2017 : Prix Jeanne de Cavally pour la littérature enfantine  avec La mésaventure de Tavly[3].